# Níkos Nourís
Níkos Nourís (en grec : Νίκος Νουρής), né le 14 novembre 1960 à Nicosie, est un pharmacien et homme politique chypriote.
De 2019 à 2023, il est ministre de l'Intérieur dans le gouvernement Anastasiádis II.

## Biographie

### Enfance et études
Nikos Nouris est né à Nicosie le 14 novembre 1960. 
Il a obtenu un diplôme en pharmacie de l' Université de Patras.

### Vie privée
Il est marié à Irini Megalemou et a deux enfants (une fille et un fils).

## Carrière Politique
En tant que député, il a été vice-président de la commission parlementaire de l'énergie, du commerce, de l'industrie et du tourisme et membre de la commission parlementaire des affaires intérieures et de la commission parlementaire de la santé.
Le 3 décembre 2019, il a été nommé ministre de l'Intérieur dans le gouvernement Anastasiádis II.